# Pityromeria herzogii
Pityromeria herzogii är en kantbräkenväxtart som först beskrevs av Eduard Rosenstock, och fick sitt nu gällande namn av L. D. Gómez. Pityromeria herzogii ingår i släktet Pityromeria och familjen Pteridaceae. Inga underarter finns listade.